# Skål
För andra betydelser, se Skål (olika betydelser).

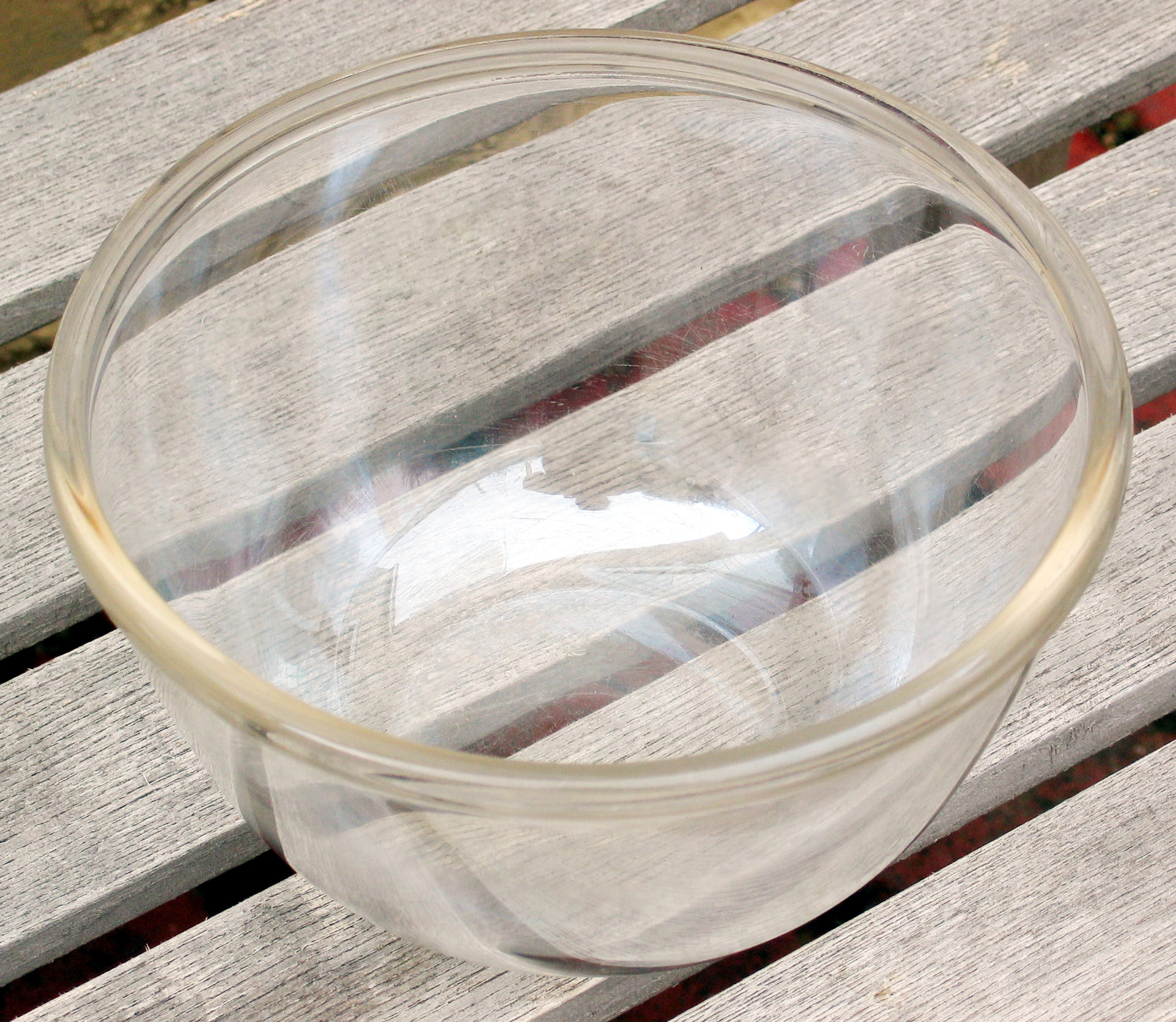
En genomskinlig plastskål.

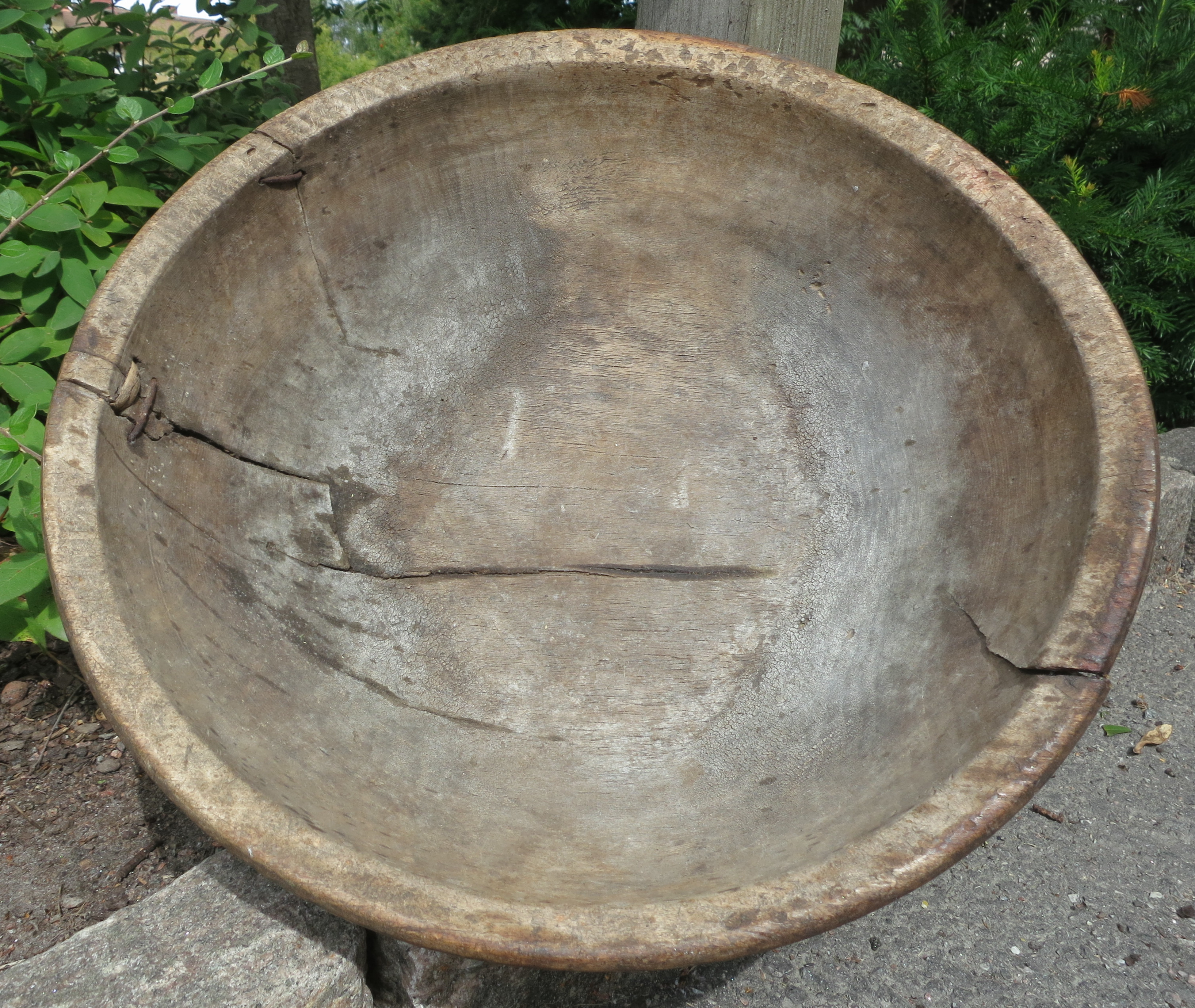
Träskål från slutet av 1800-talet, Kungälvs kommun.

Skål är ett öppet kärl vanligtvis utan handtag som används för förvaring, tillagning, servering och förtäring av mat eller dryck och kan vara tillverkad av många olika material, bland annat keramik, porslin, glas, plast eller trä. Ordet är etymologiskt besläktat med skal.

## Bunke
Skål som till exempel används för förvaring av mjölk kallas bunke.

## Bål
En bål är en blandad festdryck som serveras ur en stor, vid skål som kallas bålskål eller endast bål. Bålen kan vara av glas, porslin eller silver. Ordet bål är en försvenskning av engelskans bowl, som betyder skål.